# Saint-Martin-du-Mesnil-Oury
Saint-Martin-du-Mesnil-Oury è un ex comune francese di 101 abitanti situato nel dipartimento del Calvados nella regione della Normandia. Dal 1º gennaio 2016 è stato accorpato con altri 21 comuni per formare un comune unico: Livarot-Pays-d'Auge, del quale costituisce comune delegato.

## Società

### Evoluzione demografica
Abitanti censiti